# Alauddin Khalji
Ala-ud-din Khalji (Tiếng Urdu/Ả Rập: علاء الدين الخلجي, tên thật là Ali Gurshap; mất 1316) là vị vua thứ hai của nhà Khalji ở Ấn Độ. Ông trị vì từ năm 1296 đến năm 1316.
Cuộc tấn công lịch sử của ông vào Chittor năm 1303, sau khi nghe về sắc đẹp của hoàng hậu xứ Chittor, Rani Padmini, vợ của vua Rawal Ratan Singh và câu chuyện diễn ra sau đó trở nên bất hủ trong bài thơ sử thi Padmavat, được Malik Muhammad Jayasi viết bằng tiếng Awadhi vào năm 1540 .

## Những cuộc viễn chinh ở miền Bắc Ấn Độ

### Jalor
Alauddin Khalji đã chinh phạt Jalor. Cuộc viễn chinh đầu tiên thất bại. Sau đó, Alauddin Khalji gửi Malik Kamaluddin đến đánh. Sau một trận đánh ác liệt, quân đội Rajput thất bại và những người Hồi giáo chiếm được Jalor.